# Mank (film)
Mank je americký životopisný film z roku 2020. Režie se ujal David Fincher, scénář k filmu napsal jeho otec Jack Fincher. Hlavní role hrají Gary Oldman,  Amanda Seyfriedová, Lily Collins, Arliss Howard, Tom Pelphrey, Sam Troughton, Ferdinand Kingsley, Tuppence Middleton, Tom Burke, Joseph Cross, Jamie McShane, Toby Leonard Moore, Monika Gossmann a Charles Dance.
Otec Davida Finchera napsal scénář v 90. letech a původně zamýšlel film natočil po filmu Hra (1997) s Kevinem Spaceym a Jodie Foster v hlavních rolí. Produkce filmu byla oznámena v červenci 2019, natáčení probíhalo v okolí Los Angeles od listopadu 2019 do února 2020.
Dne 13. listopadu 2020 měl film premiéru ve vybraných kinech, dne 4. prosince 2020 bude zveřejněn na Netflixu

## Děj
Příběh sleduje život scenáristy Hermana J. Mankiewicze a problémy, kterým čelil s hercem Orsonem Wellesem v průběhu produkce filmu Občan Kane.

## Obsazení
- Gary Oldman jako Herman J. Mankiewicz
- Amanda Seyfriedová jako Marion Davies
- Lily Collins jako Rita Alexander, Hermanova sekretářka
- Arliss Howard jako Louis B. Mayer
- Tom Pelphrey jako Joseph L. Mankiewicz
- Sam Troughton jako John Houseman
- Ferdinand Kingsley jako Irving Thalberg
- Tuppence Middleton jako Sara Mankiewicz, Hermanova manželka
- Tom Burke jako Orson Welles
- Joseph Cross jako Charles Lederer
- Jamie McShane jako Shelly Metcalf, Hermanův přítel
- Toby Leonard Moore jako David O. Selznick
- Monika Gossmann jako Fräulein Frieda, Hermanova služebná
- Charles Dance jako William Randolph Hearst
- Leven Rambin jako Eve, Metcalfova přítelkyně
- Bill Nye jako Upton Sinclair
- Jeff Harms jako Ben Hecht